# Giro de Italia 2018
La 101.ª edición del Giro de Italia fue una carrera de ciclismo en ruta por etapas que se celebró entre el 4 y el 27 de mayo de 2018 con inicio en tierra santa desde la ciudad de Jerusalén y final en el área metropolitana de Roma sobre un recorrido de 3571,4 kilómetros. Una de las grandes novedades de esta edición fue el inicio por primera vez en la historia de una de las Grandes Vueltas fuera del continente europeo con las primeras tres etapas en Israel y las restantes en territorio italiano.
La carrera forma parte del UCI WorldTour 2018 y fue ganada por el ciclista británico Chris Froome del equipo Sky, quien con este triunfo se convirtió en el séptimo corredor en conquistar las tres grandes vueltas con un total de seis ganadas. El podio lo completaron el ciclista neerlandés Tom Dumoulin, quien no pudo revalidar el triunfo obtenido en la edición anterior y el ciclista colombiano Miguel Ángel López del equipo Astana, quien continuó mostrando su progresión en procura de buscar su primera victoria en una grande.

## Equipos participantes
Tomaron la partida un total de 22 equipos de los cuales asistieron por derecho propio los 18 equipos UCI WorldTeam y por invitación directa de los organizadores de la prueba (RCS Sport) 4 equipos de categoría Profesional Continental. Los 4 equipos invitados fueron: el Androni Giocattoli-Sidermec quien ganó una de las cuatro invitaciones al haber sido vencedor de la Copa de Italia de Ciclismo 2017, el Israel Cycling Academy, cuya invitación se vio influenciada por el inicio de la carrera en Israel y repitieron el Bardiani CSF y el Wilier Triestina-Selle Italia. Una novedad destacada con respecto a ediciones anteriores fue la reducción del número de ciclistas por equipo, los cuales pasaron de 9 a 8, de forma que el grueso del pelotón que tomó la salida se redujo de 198 a 176 participantes. 
| WorldTeams (18)- AG2R La Mondiale - Astana - Bahrain-Merida - BMC Racing Team - Bora-Hansgrohe - Dimension Data - EF Education First-Drapac p/b Cannondale - Groupama-FDJ - Katusha-Alpecin - Lotto NL-Jumbo - Lotto Soudal - Mitchelton-Scott - Movistar Team - Quick-Step Floors - Sky - Team Sunweb - Trek-Segafredo - UAE Team Emirates Equipos continentales profesionales (4)- Androni Giocattoli-Sidermec - Bardiani CSF - Israel Cycling Academy - Wilier Triestina-Selle Italia |
| |

## Favoritos
Parten como máximos favoritos:
- Chris Froome (Sky). Tras ganar la Vuelta a España 2017, el cuatro veces ganador del Tour de Francia intentará agregar a su palmarés la única gran vuelta que le falta y que también le ha sido esquiva al equipo Sky y convertirse en el primer corredor en ganar tres grandes vueltas de manera consecutiva desde que lo hiciera el francés Bernard Hinault. Así mismo busca en la presente temporada vencer en el doblete Giro-Tour, el cual no ha sido alcanzado desde que Marco Pantani lo lograra en 1998. Sin embargo, su presencia está sujeta a controversia, debido a que su positivo por Salbutamol en la pasada Vuelta aún no ha resultado en una decisión disciplinaria.
- Tom Dumoulin (Sunweb). Como principal objetivo para la temporada 2018 Dumoulin ha optado por buscar revalidar el título obtenido en el Giro 2017 frente a otras opciones como el Tour, del cual no ha descartado su participación. Sobre su decisión Dumoulin ha indicado que: "Voy a donde tenga más posibilidades"[4] y, en especial, los 44,1 km de contrarreloj individual presentes en el Giro, hacen del vigente campeón mundial de la especialidad un candidato muy fuerte para ganar la "Maglia Rosa" y demostrar, de acuerdo con sus palabras, que su triunfo en el 2017 "no fue flor de un día".[5]

Otros favoritos:
- Fabio Aru (UAE Emirates). Luego de un inicio prometedor en la temporada 2017, en la que logró vencer en una etapa y vestir el "Maillot Jeune" en el Tour y su posterior estancamiento al final del Tour y en la Vuelta, el italiano vencedor de la Vuelta a España 2015, segundo en el Giro de Italia 2015 y tercero en el Giro de Italia 2014 buscará en su nuevo equipo dar la pelea por la "Maglia Rosa".
- Esteban Chaves (Mitchelton-Scott). Luego de superar una tendinitis en la rodilla derecha y no haber obtenido buenos resultados en la temporada 2017,[6] el ciclista colombiano, quien fuera segundo en el Giro de Italia 2016 y tercero en la Vuelta a España 2016, vuelve motivado en la edición 2018 para pelear por la "Maglia Rosa" luego de reencontrarse con la victoria en la presente temporada con su triunfo en el Herald Sun Tour.
- Thibaut Pinot (Groupama-FDJ). Llega al Giro precedido de una victoria en el exigente Tour de los Alpes y una preparación enfocada en el Giro mediante la cual el ciclista francés, quien fuera tercero en el Tour de Francia 2014, espera dar el salto de nivel necesario para ganar su primera gran vuelta.
- Miguel Ángel López (Astana). Llega al Giro precedido de buenas actuaciones con un triunfo de etapa y un segundo lugar en el Tour de Omán y un triunfo de etapa y un tercer lugar en el Tour de los Alpes, con los que el ciclista colombiano, quien demostró gran fuerza en la montaña con dos triunfos de etapa y el título de mejor joven en la pasada Vuelta a España, espera continuar su progresión buscando un lugar destacado en la clasificación final.[7]
- Domenico Pozzovivo (Bahrain Merida). Luego de su sexta posición en el 2017, el Italiano esperará hacer una mejor posición en la clasificación general, en donde tendrá a un hombre como Giovanni Visconti quién lo apoyará en las etapas duras de montaña.
- Simon Yates (Mitchelton-Scott). En la temporada 2018, se ha mostrado combativo con un triunfo de etapa y el segundo lugar en la clasificación general de la París-Niza y la etapa final de la Volta a Cataluña, con los que el británico, séptimo y mejor joven en el Tour de Francia 2017 en conjunto con su compañero de equipo Esteban Chaves esperan combinar ataques de cara a la lucha por la clasificación general.
- Michael Woods (EF Education First-Drapac). El ciclista canadiense del Cannondale-Drapac fue la gran revelación de la última edición de la Vuelta a España con su 7.º puesto de la clasificación general en la que era su segunda participación en una gran vuelta de 3 semanas, ya con 31 años habiendo alcanzado su madurez deportiva intentará pelear por meterse en el podio de este Giro y subir un escalón deportivamente.
- George Bennett (LottoNL-Jumbo). Viene a este Giro de Italia como jefe de filas del LottoNL-Jumbo tras la ausencia del holandés Steven Kruijswijk, tras un irregular año 2017 plagado de caídas y lesiones que no le dejaron rendir a buen nivel intentará demostrar que el 10.º puesto conseguido en la clasificación general de la Vuelta a España 2016 no fue fruto de la casualidad, en la alta montaña contará con un gregario de lujo como Robert Gesink.
- Louis Meintjes (Dimension Data). Su 8ª posición en las dos anteriores ediciones del Tour de Francia (2016 y 2017) fueron dos gratas sorpresas que además acabaron consolidando al ciclista sudafricano como uno de los grandes escaladores del momento y alguien a tener muy en cuenta en esta edición del Giro de Italia, para las etapas de montaña contará con la inestimable ayuda de un gran conocedor de la carrera como el español Igor Antón.

## Desarrollo de la carrera
| Etapa      | Fecha      | Recorrido                                 | type                    | Distancia (km) | Ganador               | Líder        |
| ---------- | ---------- | ----------------------------------------- | ----------------------- | -------------- | --------------------- | ------------ |
| 1.ª etapa  | 4 de may   | Jerusalén – Jerusalén                     | contrarreloj individual | 9,7            | Tom Dumoulin          | Tom Dumoulin |
| 2.ª etapa  | 5 de may   | Haifa – Tel Aviv                          | etapa llana             | 167            | Elia Viviani          | Rohan Dennis |
| 3.ª etapa  | 6 de may   | Beerseba – Eilat                          | etapa escarpada         | 229            | Elia Viviani          | Rohan Dennis |
|            | 7 de mayo  | Descanso y traslado a territorio italiano | Día de descanso         |                |                       |              |
| 4.ª etapa  | 8 de may   | Catania – Caltagirone                     | etapa escarpada         | 202            | Tim Wellens           | Rohan Dennis |
| 5.ª etapa  | 9 de may   | Agrigento – Santa Ninfa                   | etapa escarpada         | 153            | Enrico Battaglin      | Rohan Dennis |
| 6.ª etapa  | 10 de may  | Caltanissetta – Monte Etna                | etapa de montaña        | 164            | Esteban Chaves        | Simon Yates  |
| 7.ª etapa  | 11 de may  | Pizzo – Praia a Mare                      | etapa llana             | 159            | Sam Bennett           | Simon Yates  |
| 8.ª etapa  | 12 de may  | Praia a Mare – Montevergine               | etapa de media montaña  | 209            | Richard Carapaz       | Simon Yates  |
| 9.ª etapa  | 13 de may  | Pesco Sannita – Campo Imperatore          | etapa de montaña        | 225            | Simon Yates           | Simon Yates  |
|            | 14 de mayo | Día de descanso                           | Día de descanso         |                |                       |              |
| 10.ª etapa | 15 de may  | Penne – Gualdo Tadino                     | etapa escarpada         | 244            | Matej Mohorič         | Simon Yates  |
| 11.ª etapa | 16 de may  | Asís – Osimo                              | etapa escarpada         | 156            | Simon Yates           | Simon Yates  |
| 12.ª etapa | 17 de may  | Osimo – Imola                             | etapa llana             | 214            | Sam Bennett           | Simon Yates  |
| 13.ª etapa | 18 de may  | Ferrara – Nervesa della Battaglia         | etapa llana             | 180            | Elia Viviani          | Simon Yates  |
| 14.ª etapa | 19 de may  | San Vito al Tagliamento – Monte Zoncolan  | etapa de montaña        | 186            | Chris Froome          | Simon Yates  |
| 15.ª etapa | 20 de may  | Tolmezzo – Sappada                        | etapa de media montaña  | 176            | Simon Yates           | Simon Yates  |
|            | 21 de mayo | Día de descanso                           | Día de descanso         |                |                       |              |
| 16.ª etapa | 22 de may  | Trento – Rovereto                         | contrarreloj individual | 34,2           | Rohan Dennis          | Simon Yates  |
| 17.ª etapa | 23 de may  | Riva del Garda – Iseo                     | etapa escarpada         | 155            | Elia Viviani          | Simon Yates  |
| 18.ª etapa | 24 de may  | Abbiategrasso – Prato Nevoso              | etapa de media montaña  | 196            | Maximilian Schachmann | Simon Yates  |
| 19.ª etapa | 25 de may  | Venaria Reale – Bardonecchia              | etapa de montaña        | 184            | Chris Froome          | Chris Froome |
| 20.ª etapa | 26 de may  | Susa – Breuil-Cervinia                    | etapa de montaña        | 214            | Mikel Nieve           | Chris Froome |
| 21.ª etapa | 27 de may  | Roma – Roma                               | etapa llana             | 115            | Sam Bennett           | Chris Froome |

## Clasificaciones finales
Las clasificaciones finalizaron de la siguiente forma:

### Clasificación general(Maglia Rosa)
| \| Clasificación general \| Clasificación general \| Clasificación general \| Clasificación general \| Clasificación general \| \| Ciclista \| Ciclista \| Equipo \| Tiempo \| \| \| --------------------- \| --------------------- \| ------------------------- \| --------------------- \| --------------------- \| \| 1.º \| Chris Froome \| Team Sky \| 89 h 02 min 39 s \| \| \| 2.º \| Tom Dumoulin \| Team Sunweb \| + 46 s \| \| \| 3.º \| Miguel Ángel López \| Astana \| + 4 min 57 s \| \| \| 4.º \| Richard Carapaz \| Movistar Team \| + 5 min 44 s \| \| \| 5.º \| Domenico Pozzovivo \| Bahrain-Merida \| + 8 min 03 s \| \| \| 6.º \| Pello Bilbao \| Astana \| + 11 min 50 s \| \| \| 7.º \| Patrick Konrad \| Bora-Hansgrohe \| + 13 min 01 s \| \| \| 8.º \| George Bennett \| LottoNL-Jumbo \| + 13 min 17 s \| \| \| 9.º \| Sam Oomen \| Team Sunweb \| + 14 min 18 s \| \| \| 10.º \| Davide Formolo \| Bora-Hansgrohe \| + 15 min 16 s \| \| \| 11.º \| Alexandre Geniez \| AG2R La Mondiale \| + 17 min 30 s \| \| \| 12.º \| Wout Poels \| Team Sky \| + 17 min 40 s \| \| \| 13.º \| Sergio Luis Henao \| Team Sky \| + 29 min 41 s \| \| \| 14.º \| José Gonçalves \| Katusha-Alpecin \| + 34 min 29 s \| \| \| 15.º \| Carlos Betancur \| Movistar Team \| + 41 min 48 s \| \| \| 16.º \| Rohan Dennis \| BMC Racing Team \| + 56 min 07 s \| \| \| 17.º \| Mikel Nieve \| Mitchelton-Scott \| + 58 min 16 s \| \| \| 18.º \| Gianluca Brambilla \| Trek-Segafredo \| + 1 h 00 min 30 s \| \| \| 19.º \| Michael Woods \| EF Education First-Drapac \| + 1 h 01 min 24 s \| \| \| 20.º \| Hubert Dupont \| AG2R La Mondiale \| + 1 h 03 min 54 s \| \| |                    |                           |                   |
| |                    |                           |                   |
| Fuente: ProCyclingStats |                    |                           |                   |
| Clasificación general |                    |                           |                   |
| Ciclista | Ciclista           | Equipo                    | Tiempo            |
| 1.º | Chris Froome       | Team Sky                  | 89 h 02 min 39 s  |
| 2.º | Tom Dumoulin       | Team Sunweb               | + 46 s            |
| 3.º | Miguel Ángel López | Astana                    | + 4 min 57 s      |
| 4.º | Richard Carapaz    | Movistar Team             | + 5 min 44 s      |
| 5.º | Domenico Pozzovivo | Bahrain-Merida            | + 8 min 03 s      |
| 6.º | Pello Bilbao       | Astana                    | + 11 min 50 s     |
| 7.º | Patrick Konrad     | Bora-Hansgrohe            | + 13 min 01 s     |
| 8.º | George Bennett     | LottoNL-Jumbo             | + 13 min 17 s     |
| 9.º | Sam Oomen          | Team Sunweb               | + 14 min 18 s     |
| 10.º | Davide Formolo     | Bora-Hansgrohe            | + 15 min 16 s     |
| 11.º | Alexandre Geniez   | AG2R La Mondiale          | + 17 min 30 s     |
| 12.º | Wout Poels         | Team Sky                  | + 17 min 40 s     |
| 13.º | Sergio Luis Henao  | Team Sky                  | + 29 min 41 s     |
| 14.º | José Gonçalves     | Katusha-Alpecin           | + 34 min 29 s     |
| 15.º | Carlos Betancur    | Movistar Team             | + 41 min 48 s     |
| 16.º | Rohan Dennis       | BMC Racing Team           | + 56 min 07 s     |
| 17.º | Mikel Nieve        | Mitchelton-Scott          | + 58 min 16 s     |
| 18.º | Gianluca Brambilla | Trek-Segafredo            | + 1 h 00 min 30 s |
| 19.º | Michael Woods      | EF Education First-Drapac | + 1 h 01 min 24 s |
| 20.º | Hubert Dupont      | AG2R La Mondiale          | + 1 h 03 min 54 s |

### Clasificación por puntos(Maglia Ciclamino)
| Clasificación por puntos | Clasificación por puntos | Clasificación por puntos      | Clasificación por puntos | Clasificación por puntos |
| Ciclista                 | Ciclista                 | Equipo                        | Puntos                   |                          |
| ------------------------ | ------------------------ | ----------------------------- | ------------------------ | ------------------------ |
| 1.º                      | Elia Viviani             | Quick-Step Floors             | 341 pts                  |                          |
| 2.º                      | Sam Bennett              | Bora-Hansgrohe                | 282 pts                  |                          |
| 3.º                      | Davide Ballerini         | Androni Giocattoli-Sidermec   | 147 pts                  |                          |
| 4.º                      | Sacha Modolo             | EF Education First-Drapac     | 122 pts                  |                          |
| 5.º                      | Simon Yates              | Mitchelton-Scott              | 113 pts                  |                          |
| 6.º                      | Marco Frapporti          | Androni Giocattoli-Sidermec   | 111 pts                  |                          |
| 7.º                      | Danny van Poppel         | LottoNL-Jumbo                 | 107 pts                  |                          |
| 8.º                      | Niccolò Bonifazio        | Bahrain-Merida                | 103 pts                  |                          |
| 9.º                      | Eugert Zhupa             | Wilier Triestina-Selle Italia | 84 pts                   |                          |
| 10.º                     | Tom Dumoulin             | Team Sunweb                   | 73 pts                   |                          |

### Clasificación de la montaña(Maglia Azzurra)
| Clasificación de la montaña | Clasificación de la montaña | Clasificación de la montaña | Clasificación de la montaña | Clasificación de la montaña |
| Ciclista                    | Ciclista                    | Equipo                      | Puntos                      |                             |
| --------------------------- | --------------------------- | --------------------------- | --------------------------- | --------------------------- |
| 1.º                         | Chris Froome                | Team Sky                    | 125 pts                     |                             |
| 2.º                         | Giulio Ciccone              | Bardiani CSF                | 108 pts                     |                             |
| 3.º                         | Simon Yates                 | Mitchelton-Scott            | 91 pts                      |                             |
| 4.º                         | Mikel Nieve                 | Mitchelton-Scott            | 79 pts                      |                             |
| 5.º                         | Richard Carapaz             | Movistar Team               | 65 pts                      |                             |
| 6.º                         | Tom Dumoulin                | Team Sunweb                 | 49 pts                      |                             |
| 7.º                         | Esteban Chaves              | Mitchelton-Scott            | 47 pts                      |                             |
| 8.º                         | Valerio Conti               | UAE Team Emirates           | 42 pts                      |                             |
| 9.º                         | Domenico Pozzovivo          | Bahrain-Merida              | 40 pts                      |                             |
| 10.º                        | Matteo Montaguti            | AG2R La Mondiale            | 37 pts                      |                             |

### Clasificación de los jóvenes(Maglia Bianca)
| Clasificación del mejor joven | Clasificación del mejor joven | Clasificación del mejor joven | Clasificación del mejor joven | Clasificación del mejor joven |
| Ciclista                      | Ciclista                      | Equipo                        | Tiempo                        |                               |
| ----------------------------- | ----------------------------- | ----------------------------- | ----------------------------- | ----------------------------- |
| 1.º                           | Miguel Ángel López            | Astana                        | 89 h 07 min 36 s              |                               |
| 2.º                           | Richard Carapaz               | Movistar Team                 | + 47 s                        |                               |
| 3.º                           | Sam Oomen                     | Team Sunweb                   | + 9 min 21 s                  |                               |
| 4.º                           | Valerio Conti                 | UAE Team Emirates             | + 1 h 18 min 07 s             |                               |
| 5.º                           | Fausto Masnada                | Androni Giocattoli-Sidermec   | + 1 h 21 min 16 s             |                               |
| 6.º                           | Felix Großschartner           | Bora-Hansgrohe                | + 1 h 23 min 50 s             |                               |
| 7.º                           | Matej Mohorič                 | Bahrain-Merida                | + 1 h 35 min 21 s             |                               |
| 8.º                           | Maximilian Schachmann         | Quick-Step Floors             | + 1 h 36 min 39 s             |                               |
| 9.º                           | Jack Haig                     | Mitchelton-Scott              | + 1 h 58 min 09 s             |                               |
| 10.º                          | Giulio Ciccone                | Bardiani CSF                  | + 2 h 03 min 58 s             |                               |

### Clasificación de los sprint intermedios
| Clasificación de las metas volantes | Clasificación de las metas volantes | Clasificación de las metas volantes | Clasificación de las metas volantes | Clasificación de las metas volantes |
| Ciclista                            | Ciclista                            | Equipo                              | Puntos                              |                                     |
| ----------------------------------- | ----------------------------------- | ----------------------------------- | ----------------------------------- | ----------------------------------- |
| 1.º                                 | Davide Ballerini                    | Androni Giocattoli-Sidermec         | 114 pts                             |                                     |
| 2.º                                 | Marco Frapporti                     | Androni Giocattoli-Sidermec         | 77 pts                              |                                     |
| 3.º                                 | Eugert Zhupa                        | Wilier Triestina-Selle Italia       | 46 pts                              |                                     |
| 4.º                                 | Elia Viviani                        | Quick-Step Floors                   | 37 pts                              |                                     |
| 5.º                                 | Jacopo Mosca                        | Wilier Triestina-Selle Italia       | 36 pts                              |                                     |
| 6.º                                 | Maksim Belkov                       | Katusha-Alpecin                     | 34 pts                              |                                     |
| 7.º                                 | Andrea Vendrame                     | Androni Giocattoli-Sidermec         | 28 pts                              |                                     |
| 8.º                                 | Guillaume Boivin                    | Israel Cycling Academy              | 24 pts                              |                                     |
| 9.º                                 | Zdeněk Štybar                       | Quick-Step Floors                   | 22 pts                              |                                     |
| 10.º                                | Luis León Sánchez                   | Astana                              | 18 pts                              |                                     |

### Clasificación de la combatividad
| Clasificación de la combatividad | Clasificación de la combatividad | Clasificación de la combatividad | Clasificación de la combatividad | Clasificación de la combatividad |
| Ciclista                         | Ciclista                         | Equipo                           | Puntos                           |                                  |
| -------------------------------- | -------------------------------- | -------------------------------- | -------------------------------- | -------------------------------- |
| 1.º                              | Davide Ballerini                 | Androni Giocattoli-Sidermec      | 114 pts                          |                                  |
| 2.º                              | Elia Viviani                     | Quick-Step Floors                | 77 pts                           |                                  |
| 3.º                              | Simon Yates                      | Mitchelton-Scott                 | 46 pts                           |                                  |
| 4.º                              | Marco Frapporti                  | Androni Giocattoli-Sidermec      | 37 pts                           |                                  |
| 5.º                              | Sam Bennett                      | Bora-Hansgrohe                   | 36 pts                           |                                  |
| 6.º                              | Chris Froome                     | Team Sky                         | 34 pts                           |                                  |
| 7.º                              | Tom Dumoulin                     | Team Sunweb                      | 28 pts                           |                                  |
| 8.º                              | Eugert Zhupa                     | Wilier Triestina-Selle Italia    | 24 pts                           |                                  |
| 9.º                              | Giulio Ciccone                   | Bardiani CSF                     | 22 pts                           |                                  |
| 10.º                             | Richard Carapaz                  | Movistar Team                    | 18 pts                           |                                  |

### Clasificación por equipos"Super Team"
| Clasificación por equipos | Clasificación por equipos | Clasificación por equipos | Clasificación por equipos |
| Equipo                    | Equipo                    | Tiempo                    |                           |
| ------------------------- | ------------------------- | ------------------------- | ------------------------- |
| 1.º                       | Sky                       | 267 h 48 min 47 s         |                           |
| 2.º                       | Astana                    | + 24 min 58 s             |                           |
| 3.º                       | Bora-Hansgrohe            | + 43 min 32 s             |                           |
| 4.º                       | Team Sunweb               | + 1 h 14 min 35 s         |                           |
| 5.º                       | AG2R La Mondiale          | + 1 h 30 min 32 s         |                           |
| 6.º                       | Movistar Team             | + 1 h 39 min 45 s         |                           |
| 7.º                       | Lotto NL-Jumbo            | + 1 h 47 min 01 s         |                           |
| 8.º                       | Mitchelton-Scott          | + 2 h 31 min 52 s         |                           |
| 9.º                       | UAE Team Emirates         | + 2 h 33 min 27 s         |                           |
| 10.º                      | Groupama-FDJ              | + 2 h 34 min 04 s         |                           |

## Evolución de las clasificaciones
| Etapa                   |                         | Ganador _             | Clasificación general | Puntos       | Montaña        | Jóvenes               | Equipo _         |
| ----------------------- | ----------------------- | --------------------- | --------------------- | ------------ | -------------- | --------------------- | ---------------- |
| 1.ª etapa               | contrarreloj individual | Tom Dumoulin          | Tom Dumoulin          | Tom Dumoulin | no otorgado    | Maximilian Schachmann | Katusha-Alpecin  |
| 2.ª etapa               | etapa llana             | Elia Viviani          | Rohan Dennis          | Elia Viviani | Enrico Barbin  | Maximilian Schachmann | Katusha-Alpecin  |
| 3.ª etapa               | etapa escarpada         | Elia Viviani          | Rohan Dennis          | Elia Viviani | Enrico Barbin  | Maximilian Schachmann | Katusha-Alpecin  |
| 4.ª etapa               | etapa escarpada         | Tim Wellens           | Rohan Dennis          | Elia Viviani | Enrico Barbin  | Maximilian Schachmann | Mitchelton-Scott |
| 5.ª etapa               | etapa escarpada         | Enrico Battaglin      | Rohan Dennis          | Elia Viviani | Enrico Barbin  | Maximilian Schachmann | Mitchelton-Scott |
| 6.ª etapa               | etapa de montaña        | Esteban Chaves        | Simon Yates           | Elia Viviani | Esteban Chaves | Richard Carapaz       | Mitchelton-Scott |
| 7.ª etapa               | etapa llana             | Sam Bennett           | Simon Yates           | Elia Viviani | Esteban Chaves | Richard Carapaz       | Mitchelton-Scott |
| 8.ª etapa               | etapa de media montaña  | Richard Carapaz       | Simon Yates           | Elia Viviani | Esteban Chaves | Richard Carapaz       | Mitchelton-Scott |
| 9.ª etapa               | etapa de montaña        | Simon Yates           | Simon Yates           | Elia Viviani | Simon Yates    | Richard Carapaz       | Mitchelton-Scott |
| 10.ª etapa              | etapa escarpada         | Matej Mohorič         | Simon Yates           | Elia Viviani | Simon Yates    | Richard Carapaz       | Mitchelton-Scott |
| 11.ª etapa              | etapa escarpada         | Simon Yates           | Simon Yates           | Elia Viviani | Simon Yates    | Richard Carapaz       | Mitchelton-Scott |
| 12.ª etapa              | etapa llana             | Sam Bennett           | Simon Yates           | Elia Viviani | Simon Yates    | Richard Carapaz       | Mitchelton-Scott |
| 13.ª etapa              | etapa llana             | Elia Viviani          | Simon Yates           | Elia Viviani | Simon Yates    | Richard Carapaz       | Mitchelton-Scott |
| 14.ª etapa              | etapa de montaña        | Chris Froome          | Simon Yates           | Elia Viviani | Simon Yates    | Miguel Ángel López    | Sky              |
| 15.ª etapa              | etapa de media montaña  | Simon Yates           | Simon Yates           | Elia Viviani | Simon Yates    | Miguel Ángel López    | Sky              |
| 16.ª etapa              | contrarreloj individual | Rohan Dennis          | Simon Yates           | Elia Viviani | Simon Yates    | Miguel Ángel López    | Sky              |
| 17.ª etapa              | etapa escarpada         | Elia Viviani          | Simon Yates           | Elia Viviani | Simon Yates    | Miguel Ángel López    | Sky              |
| 18.ª etapa              | etapa de media montaña  | Maximilian Schachmann | Simon Yates           | Elia Viviani | Simon Yates    | Miguel Ángel López    | Sky              |
| 19.ª etapa              | etapa de montaña        | Chris Froome          | Chris Froome          | Elia Viviani | Chris Froome   | Miguel Ángel López    | Sky              |
| 20.ª etapa              | etapa de montaña        | Mikel Nieve           | Chris Froome          | Elia Viviani | Chris Froome   | Miguel Ángel López    | Sky              |
| 21.ª etapa              | etapa llana             | Sam Bennett           | Chris Froome          | Elia Viviani | Chris Froome   | Miguel Ángel López    | Sky              |
| Clasificaciones finales | Clasificaciones finales |                       | Chris Froome          | Elia Viviani | Chris Froome   | Miguel Ángel López    | Sky              |

## Ciclistas participantes y posiciones finales
Convenciones:
- AB-N: Abandono en la etapa "N"
- FLT-N: Retiro por llegada fuera del límite de tiempo en la etapa "N"
- NTS-N: No tomó la salida para la etapa "N"
- DES-N: Descalificado o expulsado en la etapa "N"

## UCI World Ranking
El Giro de Italia otorga puntos para el UCI WorldTour 2018 y el UCI World Ranking, este último para corredores de los equipos en las categorías UCI WorldTeam, Profesional Continental y Equipos Continentales. Las siguientes tablas muestran el baremo de puntuación y los 10 corredores que obtuvieron más puntos:
| Posición              | 1.º | 2.º | 3.º | 4.º | 5.º | 6.º | 7.º | 8.º | 9.º | 10.º | 11.º | 12.º | 13.º | 14.º | 15.º | 16.º | 17.º | 18.º | 19.º | 20.º | 21.º-25.º | 26.º-30.º | 31.º-40.º | 41.º-50.º | 51.º-55.º | 56.º-60.º |
| Clasificación general | 850 | 680 | 575 | 460 | 380 | 320 | 260 | 220 | 180 | 140  | 120  | 100  | 84   | 68   | 60   | 56   | 52   | 48   | 44   | 40   | 32        | 24        | 20        | 16        | 12        | 8         |
| Por etapa             | 100 | 40  | 20  | 12  | 4   |     |     |     |     |      |      |      |      |      |      |      |      |      |      |      |           |           |           |           |           |           |
| Líder                 | 20  |     |     |     |     |     |     |     |     |      |      |      |      |      |      |      |      |      |      |      |           |           |           |           |           |           |

| Clasificación |                    |                   |         |       |       |       |
| Posición      | Ciclista           | Equipo            | General | Etapa | Líder | Total |
| ------------- | ------------------ | ----------------- | ------- | ----- | ----- | ----- |
| 1.º           | Chris Froome       | Sky               | 850     | 204   | 40    | 1094  |
| 2.º           | Tom Dumoulin       | Sunweb            | 680     | 188   | 20    | 888   |
| 3.º           | Simon Yates        | Mitchelton-Scott  | 32      | 400   | 260   | 692   |
| 4.º           | Miguel Ángel López | Astana            | 575     | 64    | -     | 639   |
| 5.º           | Richard Carapaz    | Movistar          | 460     | 148   | -     | 608   |
| 6.º           | Elia Viviani       | Quick-Step Floors | -       | 480   | -     | 480   |
| 7.º           | Sam Bennett        | Bora-Hansgrohe    | -       | 440   | -     | 440   |
| 8.º           | Domenico Pozzovivo | Bahrain Merida    | 380     | 52    | -     | 432   |
| 9.º           | Pello Bilbao       | Astana            | 320     | -     | -     | 320   |
| 10.º          | Rohan Dennis       | BMC Racing        | 56      | 140   | 80    | 276   |